# Martín Íñiguez de Carquizano
Martín Íñiguez de Carquizano fue un marino y explorador español nacido en Elgoibar.  Murió envenenado en la isla de Tidor en 1527.
Partió en 1525 desde La Coruña como alguacil mayor en la expedición de Loaisa con el fin de colonizar  las Islas Molucas. Tras la muerte de éste, y la de Elcano y Salazar, los dos jefes que sucedieron a Loaisa, Carquizano tomó la jefatura de la expedición.

## Biografía
Nació en Elgoibar (España) a finales del siglo XV.

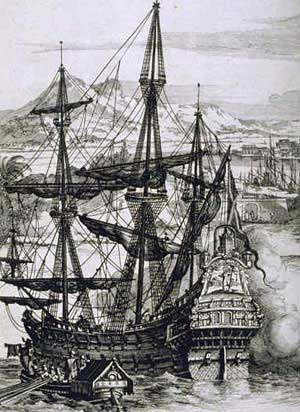
Galeón Español del siglo XVI

Participó en la expedición de fray García Jofre de Loaisa a las Islas Molucas en calidad de alguacil mayor y con una tripulación con mucha representación vasca. La misión de ésta consistía en mantener el archipiélago para el Imperio de Carlos V, por cuya posesión competía con Portugal.
Zarparon de La Coruña el 24 de julio de 1525 con siete naves y cuatrocientos cincuenta hombres.
Sólo cuatro naves llegaron al Pacífico.  Tras la muerte sucesiva de los jefes de la expedición durante la travesía (Loaysa, Elcano y Toribio Alonso de Salazar), Carquizano asumió el mando de la misma.
A fines de 1526  Carquizano arribó al destino con una única nave, la Santa María de la Victoria, y ciento veinte supervivientes. Fondeó frente a la isla de Gilolo. Para entonces los portugueses se habían convertido en los soberanos de facto del archipiélago ganando el favor de los caciques de Ternate y Machiam.
Carquizano se alió con los de Tidore y Gilolo y acaudilló a sus hombres contra los portugueses y sus aliados.
Consiguió establecer una tregua, pero fue muy breve, dado el precario entendimiento entre las partes. Murió a traición, envenenado por el portugués Baldoya en el transcurso de un banquete al que había invitado a los emisarios lusos para concertar la paz. Hernando de la Torre le sustituyó en el mando.
Los Ayuntamientos de Elgoibar y San Sebastián  le dedicaron una calle.